# Earl of Rutland
Earl of Rutland ist ein erblicher britischer Adelstitel, der dreimal in der Peerage of England verliehen wurde. Der Titel ist nach der Region Rutland in England benannt.

## Verleihungen
Der Titel wurde erstmals am 25. Februar 1390 für Edward Plantagenet, 2. Duke of York, geschaffen. Er erbte 1402 von seinem Vater den auch den Titel Duke of York, der diesem 1384 verliehen worden war. Da er kinderlos war, erlosch das Earldom bei seinem Tod am 25. Oktober 1415.
In zweiter Verleihung wurde der Titel am 29. Januar 1446 für den Großneffen des Earls erster Verleihung, Edmund Plantagenet, neu geschaffen. Der Titel wurde ihm während der Rosenkriege 1459 durch Act of Parliament aberkannt, wurde ihm aber im Oktober 1460 wiederhergestellt. Der Titel erlosch schließlich bei seinem kinderlosen Tod am 30. Dezember 1460.
In dritter Verleihung wurde der Titel am 18. Juni 1525 Thomas Manners, 12. Baron de Ros, verliehen. Dieser hatte bereits 1513 von seinem Vater den Titel Baron de Ros geerbt. Letzterer ist als Barony by writ auch in weiblicher Linie erblich und wurde deshalb nur vom 1., 2., 3. und 6. Earl geführt und wurde ansonsten von anderen Verwandten getragen. Dem späteren 9. Earl wurde 1679 der Titel Baron Manners de Haddon verliehen. 1703 wurde er zudem zum Duke of Rutland und Marquess of Granby erhoben. Das Earldom Rutland ist seither ein nachgeordneter Titel des jeweiligen Duke of Rutland.

## Liste der Earls of Rutland

### Earls of Rutland, erste Verleihung (1390)
- Edward Plantagenet, 2. Duke of York, 1. Earl of Rutland (1373–1415)

### Earls of Rutland, zweite Verleihung (1446)
- Edmund Plantagenet, 1. Earl of Rutland (1443–1460)

### Earls of Rutland, dritte Verleihung (1525)
- Thomas Manners, 1. Earl of Rutland (um 1488–1543)
- Henry Manners, 2. Earl of Rutland (um 1516–1563)
- Edward Manners, 3. Earl of Rutland (1549–1587)
- John Manners, 4. Earl of Rutland (um 1552–1588)
- Roger Manners, 5. Earl of Rutland (1576–1612)
- Francis Manners, 6. Earl of Rutland (1578–1632)
- George Manners, 7. Earl of Rutland (1580–1641)
- John Manners, 8. Earl of Rutland (1604–1679)
- John Manners, 1. Duke of Rutland, 9. Earl of Rutland (1638–1711)
- John Manners, 2. Duke of Rutland, 10. Earl of Rutland (1676–1721)
- John Manners, 3. Duke of Rutland, 11. Earl of Rutland (1696–1779)
- Charles Manners, 4. Duke of Rutland, 12. Earl of Rutland (1754–1787)
- John Manners, 5. Duke of Rutland, 13. Earl of Rutland (1778–1857)
- Charles Manners, 6. Duke of Rutland, 14. Earl of Rutland (1815–1888)
- John Manners, 7. Duke of Rutland, 15. Earl of Rutland (1818–1906)
- Henry Manners, 8. Duke of Rutland, 16. Earl of Rutland (1852–1925)
- John Manners, 9. Duke of Rutland, 17. Earl of Rutland (1886–1940)
- Charles Manners, 10. Duke of Rutland, 18. Earl of Rutland (1919–1999)
- David Manners, 11. Duke of Rutland, 19. Earl of Rutland (* 1959)

Heir apparent ist der älteste Sohn des aktuellen Titelinhabers Charles Manners, Marquess of Granby (* 1999).